# Kailaistenrauma
Kailaistenrauma är ett sund i Finland. Det ligger i kommunen Tövsala i landskapet Egentliga Finland, i den sydvästra delen av landet, 190 km väster om huvudstaden Helsingfors.
Kailaistenrauma ligger mellan ön Mussalo och halvön Kaitainen som tillsammans med Karjamaa är de enda delar av ön Gustavs som inte ligger i kommunen Gustavs. Kailaistenrauma ansluter i norr till fjärden Varkaankarinaukko vid ön Patakahja. Länsväg 192 som förbinder Gustavs med fastlandet går över Kailaistenrauma från Pukholma via Lehtinen till Kaitainen.